# جام باشگاهی اروپا-آمریکای جنوبی ۲۰۲۳
جام باشگاهی اروپا-آمریکای جنوبی ۲۰۲۳ که به عنوان آنتونیو پوئرتا دوازدهم به افتخار بازیکن سابق سویا که در سال ۲۰۰۷ درگذشت نامگذاری شد، نسخه افتتاحیه جام باشگاهی اروپا-آمریکای جنوبی بود، یک مسابقه دوستانه فوتبال که توسط یوفا و کونمبول بین قهرمانان فعلی لیگ اروپا و جام سودامریکانا برگزار شد. یوفا مسئول سازمان اصلی دوره اول بود.
جام باشگاهی اروپا-آمریکای جنوبی رسماً در ۷ ژوئیه ۲۰۲۳ به عنوان بخشی از تفاهم‌نامه یوفا–کونمبول راه اندازی شد.
مسابقه در ۱۹ ژوئیه ۲۰۲۳ در ورزشگاه رامون سانچز پیس‌خوان در سویل، اسپانیا، بین باشگاه اسپانیایی سویا، قهرمان لیگ اروپا ۲۳–۲۰۲۲ و باشگاه اکوادوری ایندپندینته دل‌وایه، قهرمان جام سودامریکانا ۲۰۲۲ برگزار شد.

## پیش زمینه
این مسابقه توسط یوفا و کونمبول به عنوان نسخه آزمایشی اعلام شد. این اولین دیدار بین یک باشگاه اسپانیایی و یک باشگاه اکوادوری بود که به ترتیب نماینده یوفا و کونمبول بودند. این مسابقه در همان زمان، دوازدهمین دوره جام آنتونیو پوئرتا بود، یک مسابقه فوتبال سالانه که توسط و به میزبانی سویا بخاطر بازیکن سابق خود آنتونیو پوئرتا، که در سال ۲۰۰۷ در سن ۲۲ سالگی بر اثر ایست قلبی درگذشت برگزار می‌شود. ماهیت رسمی بازی در ابتدا کاملاً مشخص نبود. کونمبول آن را یک بازی رسمی دانست، اما یوفا به دلیل تعویض نامحدود مورد توافق هر دو باشگاه، آن را یک بازی دوستانه در نظر گرفت.
سویا در ۳۱ مه ۲۰۲۳ قهرمان لیگ اروپا ۲۳–۲۰۲۲ شد و تیم ایتالیایی رم را در ضربات پنالتی ۴–۱ شکست داد و پس از تساوی ۱–۱ پس از وقت‌های اضافه در فینال، رکورد هفت قهرمانی در لیگ اروپا را بدست آورد. به نوبه خود، ایندپندینته دل‌وایه دومین قهرمانی خود در جام سودامریکانا را با شکست ۲–۰ تیم برزیلی سائو پائولو در فینال جام سودامریکانا ۲۰۲۲ که در ۱ اکتبر ۲۰۲۲ برگزار شد، به دست آورد.
در آستانه این بازی، سویا در پیش‌فصل ۲۴–۲۰۲۳ خود در حال آماده سازی پیش فصل بود، در حالی که ایندیپندنته دل‌وایه در میانه فصل ۲۰۲۳ خود بود و اولین مرحله از سری آ ۲۰۲۳ اکوادور را برده بود و به دنبال آن، باید در مرحله یک‌هشتم نهایی جام لیبرتادورس ۲۰۲۳ به مصاف دپورتیوو پریرا می‌رفت.

## تیم‌ها
| تیم                | نحوه صعود                   |
| ------------------ | --------------------------- |
| سویا               | قهرمان لیگ اروپا ۲۳–۲۰۲۲    |
| ایندپندینته دل‌وایه | قهرمان جام سودامریکانا ۲۰۲۲ |

## قبل از مسابقه

### تیم داوری
تیم داوری این دوره از سوی یوفا تعیین شد.

### بازیکنان
سویا یک تیم ۳۰ نفره را برای یک کمپ تمرینی که از ۹ تا ۱۹ ژوئیه ۲۰۲۳ برگزار می‌شود، شامل مسابقه جام باشگاهی اروپا-آمریکای جنوبی انتخاب کرد.
ایندپندینته دل‌وایه با ۲۳ بازیکن به تور میان فصل خود در اسپانیا سفر کرد، که علاوه بر جام باشگاهی اروپا-آمریکای جنوبی، شامل دیدارهایی با اورلاندو پایرتس و ختافه بود. بازیکنان کندری پائز، پاتریک مرکادو و یایمار مدینا قرار بود پس از حضور در جام لیبرتادورس زیر ۲۰ سال به تیم ملحق شوند، اما در نهایت با تصمیم تیم خود این کار را انجام ندادند.

## مسابقه

### جزئیات
| سویا                             | ۱–۱   | ایندپندینته دل‌وایه        |
| -------------------------------- | ----- | ------------------------- |
| - اورتیز ۹۰+۱'                   | گزارش | - دیاز ۱۰'                |
| ضربات پنالتی                     |       |                           |
| - یوردان - رومرو - ادریسی - گومز | ۴–۱   | - فاراولی - هویوس - مورنو |

| سویا | ایندپندینته دل‌وایه |

| GK                   | ۱  | مارکو دمیتروویچ       |  |     |
| RB                   | ۳۵ | خوانلو سانچز          |  |     |
| CB                   | ۱۴ | تانگیو نیانزو         |  |     |
| CB                   | ۳۷ | کیکه سالاس            |  |     |
| LB                   | ۳  | ادریا پدروسا          |  | '۶۵ |
| CM                   | ۸  | خوان یوردان (کاپیتان) |  |     |
| CM                   | ۳۸ | مانو بوئنو            |  | '۷۷ |
| RW                   | ۷  | سوسو                  |  | '۶۰ |
| AM                   | ۲۴ | آلخاندرو گومز         |  |     |
| LW                   | ۲۱ | الیور تورس            |  |     |
| CF                   | ۴۱ | آیزک رومرو            |  | '۷۷ |
| نیمکت نشینان:        |    |                       |  |     |
| GK                   | ۳۱ | آلبرتو فلورس          |  |     |
| GK                   | ۳۳ | ماتیاس آربول          |  |     |
| DF                   | ۲  | گنزالو مونتیل         |  |     |
| DF                   | ۱۸ | فدریکو گاتونی         |  | '۶۵ |
| MF                   | ۳۲ | پدرو اورتیز           |  | '۷۷ |
| FW                   | ۳۶ | ایوان رومرو           |  | '۷۷ |
| FW                   | ۲۸ | اسامه ادریسی          |  | '۶۰ |
| سرمربی:              |    |                       |  |     |
| خوزه لوئیس مندیلیبار |    |                       |  |     |

| GK            | ۱  | مویسس رامیرس            | '۹۰ |     |
| CB            | ۱۴ | متئو کاراباخال          |     |     |
| CB            | ۸۰ | ژوآو اورتیز             |     |     |
| CB            | ۲  | آگوستین گارسیا باسو     |     |     |
| RWB           | ۱۳ | ماتیاس فرناندز          |     |     |
| LWB           | ۹  | کوین رودریگس            |     | '۷۲ |
| CM            | ۱۶ | کریستین پلانو (کاپیتان) |     | '۸۳ |
| CM            | ۸  | لورنسو فاراولی          |     |     |
| RW            | ۷  | جوردی آلسیوار           |     | '۷۲ |
| CF            | ۱۹ | لائوتارو دیاز           |     | '۴۶ |
| LW            | ۱۰ | جونیور سورنوزا          | '۴۴ | '۶۰ |
| نیمکت نشینان: |    |                         |     |     |
| GK            | ۱۲ | الکسیس ویلا             |     |     |
| DF            | ۴  | آنتونی لاندازوری        |     | '۷۲ |
| DF            | ۶  | کارلوس سانچز            |     |     |
| DF            | ۱۵ | بدار کایسیدو            |     | '۸۳ |
| DF            | ۱۷ | گوستاوو کورتز           |     | '۴۶ |
| DF            | ۲۰ | کریستین گارسیا          |     |     |
| MF            | ۳۱ | دنی کابزاس              |     |     |
| MF            | ۲۳ | پاتریکسون دلگادو        |     |     |
| MF            | ۵۸ | برایان گارسیا           |     |     |
| FW            | ۱۱ | مایکل هویوس             |     | '۶۰ |
| FW            | ۱۸ | مارسلو مارتینز مورنو    |     | '۷۲ |
| سرمربی:       |    |                         |     |     |
| مارتین آنسلمی |    |                         |     |     |

| کمک داوران: توماژ کلانچنیک (اسلوونی) الکساندر کاساپوویچ (اسلوونی) داور چهارم: سیمونه سوزا (ایتالیا) | قوانین مسابقه - ۹۰ دقیقه - ضربات پنالتی در صورت تساوی - دوازده نیمکت‌نشین - تعویض نامحدود |